# Alexander Hardinge

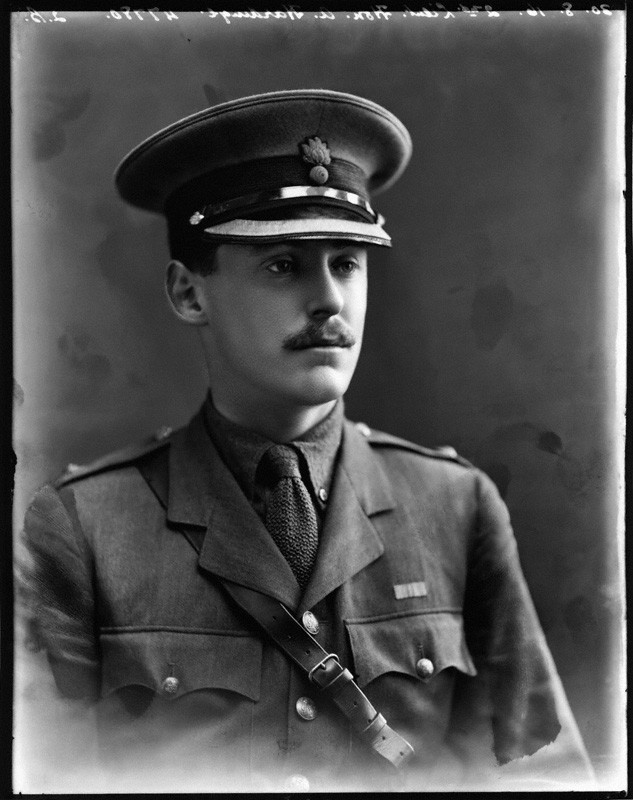
Alexander Henry Louis Hardinge, 2. baron Hardinge of Penshurst, 30 sierpnia 1916 r.

Alexander Henry Louis Hardinge (ur. 17 maja 1894, zm. 29 maja 1960) – brytyjski arystokrata, młodszy syn Charlesa Hardinge’a, 1. barona Hardinge of Penshurst i Winifred Sturt, córki 1. barona Alington.
Walczył razem ze starszym bratem podczas I wojny światowej. Brat, Edward, zginął w grudniu 1914 r. i Alexander został dziedzicem ojcowskiego tytułu barona Hardinge of Penshurst (odziedziczył go w 1944 r.). Za postawę na polu bitwy został awansowany do rangi majora. W 1920 r. został asystentem prywatnego sekretarza króla Jerzego V. Po śmierci monarchy w 1936 r., Hardinge został prywatnym sekretarzem kolejnego króla, Edwarda VIII. Po jego abdykacji pozostał na swoim stanowisku i służył kolejnemu monarsze, Jerzemu VI. Sprawował swoje obowiązki do 1943 r., kiedy to ze względu na zły stan zdrowia odszedł na wcześniejszą emeryturę. Zmarł w 1960 r.
8 lutego 1921 r. ożenił się z Helen Mary Gascoyne-Cecil (11 maja 1901 – ?), córką Edwarda Gascoyne-Cecila i Violet Maxse, córki admirała Fredericka Maxse’a. Alexander i Helen mieli razem syna i dwie córki:
- George Edward Charles Hardinge (31 października 1921 – 1997), 3. baron Hardinge of Penshurst
- Winifred Mary Hardinge (ur. 2 maja 1923), żona majora Johna Murraya
- Elisabeth Rosemary Hardinge (ur. 3 kwietnia 1927), żona majora Johna Johnstona, ma dzieci